# Краљев плашт
Краљев плашт (лат. Nymphalis antiopa) врста је лептира из породице шаренаца (лат. Nymphalidae).

## Опис
Редак лептир који се готово увек среће појединачно. Његово станиште чине шуме врбе и тополе. Краљев плашт обично патролира истом територијом из дана у дан. Често се отворених крила сунча у близини шуме. Привлачи га мирис трулог воћа. Одрасли презимљавају, па се могу видети у рано пролеће. Преко зиме им жути руб побели.

## Биљке хранитељке
Биљке хранитељке су биљке из рода врба (Salix spp.) и тополе (Populus spp.).

### Животни циклус
Краљев плашт има једну генерацију годишње. Из сферичних, жућкастих јаја еклодирају гусенице које живе и хране се грегарно, у комуналним мрежама које су велике и уочљиве на гранама биљке хранитељке. Гусенице су црног интегумента, прекривене редовима сколуса (трнолики израштаји који носе кратке сете) и светлих лажних ножица. Непогрешиво се разликују од сличних из породице шаренаца, због јарко наранџастих поља дуж медиодорзалне линије.